# Палосон, Ремберт Эльмарович
Ре́мберт Э́льмарович Па́лосон (эст. Rembert Paloson, 18 сентября 1932 — 13 июля 2013) — руководитель агропромышленного производства, директор совхоза «Коломенский» Чаинского района Томской области, Герой Социалистического Труда (1986).

## Биография
Родился в семье сельских жителей (служащих) в эстонском селе Рыуге волости Рыуге уезда Вырумаа. После включения Эстонии в состав СССР, в 1941 году семья Палосонов была подвергнута репрессиям и выслана в Сибирь, в глубинку Западно-Сибирского края. Местом взросления, юности и основной трудовой биографии Ремберта Палосона стало село Коломенские Гривы. В 1945 году 13-летний мальчик становится работником местного колхоза «Путь Ильича» (Коломенские Гривы Чаинского района Томской области).

### Образование
В 1950 году по решению правления колхоза Ремберт Палосон был направлен на курсы трактористов при Коломенской МТС. Вскоре вступил в ВЛКСМ. В 1953—1954 годах учился в училище механизации сельского хозяйства в городе Колпашево, где получил специальность тракториста-машиниста. В 1964—1968 годах заочно прошёл обучение в Томском сельскохозяйственном техникуме, получил специальность агронома. Параллельно в 1967 году окончил факультет подготовки руководящих кадров Новосибирского сельскохозяйственного института.

### Трудовая деятельность
- 1945—1956 — колхозник-механизатор колхоза «Путь Ильича», село Коломенские Гривы;
- 1956—1959 — инструктор Чаинского райкома ВЛКСМ, село Подгорное;
- с 1958, по решению Чаинского райкома КПСС, бригадир тракторно-полеводческой бригады и заместитель председателя колхоза «Путь Ильича», село Коломенские Гривы;
- В августе 1960 года колхоз «Путь Ильича» реорганизован в совхоз «Коломенский», здесь Р. Э. Палосон назначен управляющим Коломеногривской фермой нового совхоза. Руководимая им ферма занимала первые места по надоям молока в расчёте на одну фуражную корову в социалистическом соревновании — как в Чаинском районе, так и в Томской области.
- В 1967 году коммунист Р. Э. Палосон направлен райкомом работать председателем «Колхоза имени Ленина» (деревня Усть-Бакчар Чаинского района). Под его руководством колхоз добился высоких показателей.
- С декабря 1970 года работал директором совхоза «Коломенский» в Коломенских Гривах. Занимал эту должность до своего выхода на пенсию в 2001 году.

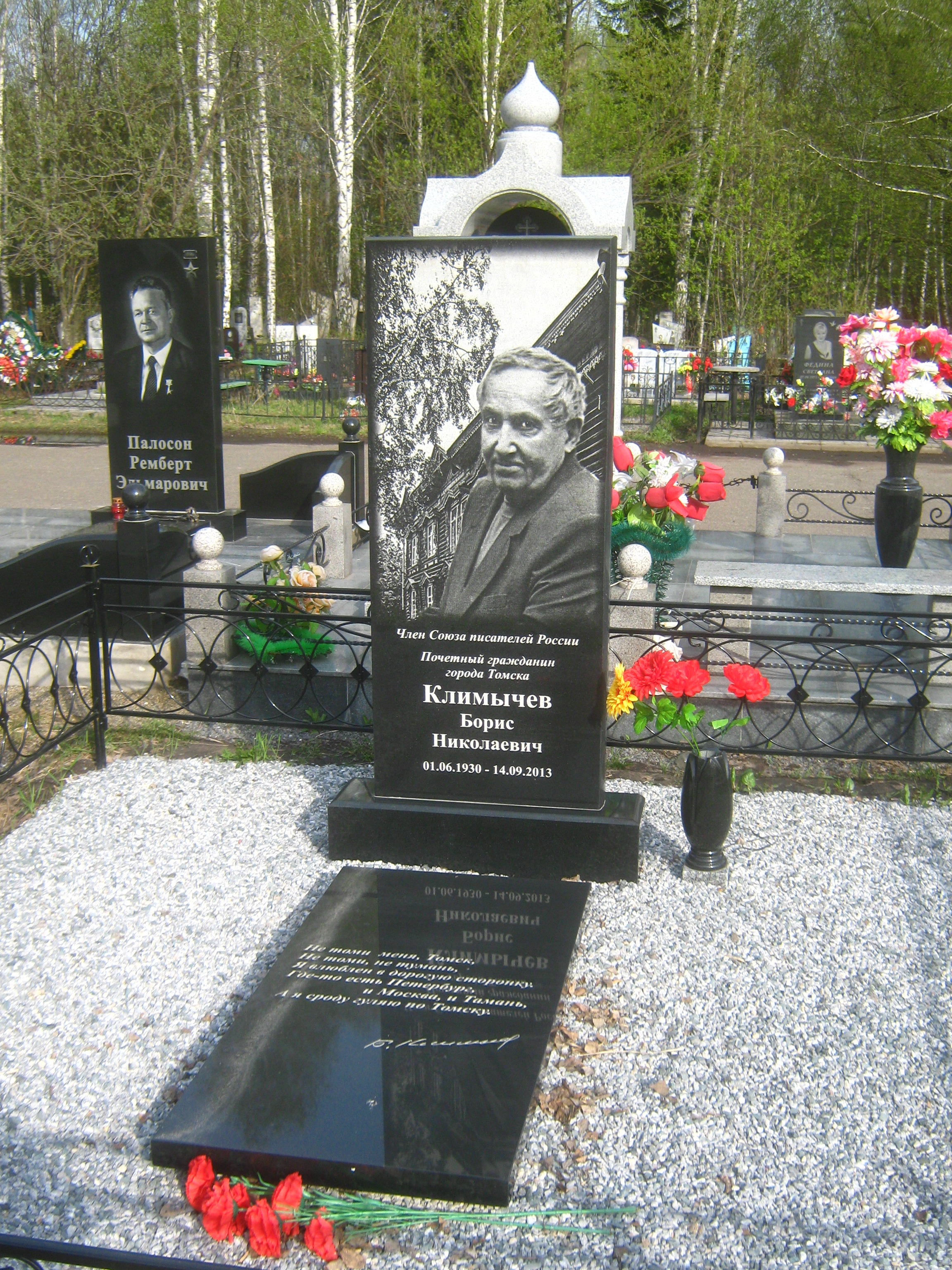
Могилы Б. Климычева и Р. Палосона на кладбище Бактин (72 кв.)

Умер в Томске 13 июля 2013 года на 81-м году жизни. Похоронен на кладбище Бактин (72 кв.).

### Высшая награда
Указом Президиума Верховного Совета СССР от 29 августа 1986 года Ремберту Эльмаровичу Палосону присвоено звание Героя Социалистического Труда с вручением ордена Ленина и золотой медали «Серп и Молот».

### Общественная активность
Неоднократно избирался депутатом Чаинского районного Совета депутатов трудящихся. Избирался членом Чаинского райкома КПСС и Томского обкома КПСС. С 17 июля 2006 года, по приглашению губернатора Томской области В. М. Кресса, был членом Общественной палаты Томской области.

## Награды
- золотая медаль «Серп и Молот» Героя Социалистического Труда и орден Ленина (29.08.1986)
- орден Ленина (1971)
- орден Октябрьской Революции (1980)
- медаль «За освоение целинных земель» (1957)
- медаль «За трудовую доблесть» (1966)

## Сочинения
- Палосон Р. Э. Что мы собрались ломать // Областная газета «Красное знамя». — Томск: «Красное знамя», 1991. — 13 апреля.